# Колибри — солнечные лучи
Колибри — солнечные лучи (лат. Aglaeactis) — род птиц из семейства колибри (Trochilidae). Обитают на северо-востоке Южной Америки.

## Классификация
Международный союз орнитологов относит к роду 4 вида:
- Aglaeactis aliciae Salvin, 1896 — Пурпурноспинный солнечный луч[1]
- Aglaeactis castelnaudii (Bourcier & Mulsant, 1848) — Белохохлый солнечный луч
- Aglaeactis cupripennis (Bourcier, 1843) — Розовый солнечный луч
- Aglaeactis pamela (d'Orbigny, 1838) — Чернохохлый солнечный луч[1]